# Системы полива

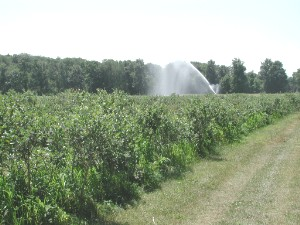
Системы полива на полях

Систе́мы поли́ва — различного вида инженерно-технические комплексы, обеспечивающие орошение определенной территории.
Системы полива подразделяются на 2 категории:
- ландшафтный полив
- сельскохозяйственный полив

## Ландшафтный полив
Система ландшафтного полива включает в себя определённое количество оросителей (роторов, спреев или имульсников), капельной линии, электромагнитных клапанов или кранов (в случае ручной системы полива), гидрантов (клапанов быстрого доступа), трубопровод (зональный, напорный), насосную станцию, накопительную ёмкость или резервуар, пульт управления (контроллер).
Системы полива ландшафта подразделяются на три вида:
- Системы автоматического полива — включает и выключает всю систему, по заранее запрограммированному графику.
- Ручные системы полива — включается и выключается человеком посредством подачи воды в систему.
- Комбинированные системы полива — Часть системы управляется контроллером, другая часть человеком.

Системы автоматического полива (САП) можно назвать «умным дождём» созданным руками человека, которым мы можем управлять.
САП подразумевает под собой 4 этапа: проектирование, осмечивание, инсталляцию и ввод в эксплуатацию. Как любая система инженерных коммуникаций, система автополива требует серьёзного отношения и качественного проектирования. Комплектующие должны быть профессионально подобраны на основе типа объекта, условий эксплуатации.
Системы автоматического полива являются неотъемлемой частью для различных объектов, например таких как:
- газоны и цветники;
- парки и сады;
- зимние сады и теплицы ;
- футбольные и гольф поля;
- дачные участки;
- коттеджные городки и др.

Системы полива бывают:
- дождевальные
- капельные
- комбинированные

Необходимое для полива оборудование включает в себя: электромагнитные гидравлические клапаны, программаторы, фильтры, капельное орошение, форсунки, датчики, регуляторы, автоматическое насосное оборудование, трубы, зажимные фитинги и др.
Эксплуатация системы полива проста и не требует особых усилий.
Самым главным достоинством САП для удобства пользования является дистанционное управление системой. Благодаря ей вы сможете не ломать голову над тем, как вам успеть на участок, чтобы включить полив, или наоборот — выключить, когда идёт дождь. Кодируемое автоматическое управление не требует ежедневного присутствия человека на усадьбе, так как с помощью контроллера задаются один раз все необходимые параметры — время полива, его длительность и частота. А датчик дождя выключит автополив, если на участке пойдёт дождь.
Поскольку подавляющая часть системы полива выполнена из практически вечного пластика и находится под землёй, то о ней нужно вспоминать только при проведении на участке земляных работ. С этой целью по окончании всех работ монтажная организация должна предоставить клиентам масштабный план реальной прокладки подземной гидросистемы, так как первоначальный план системы полива, составленный на первых этапах проектирования, может не совпадать и отличаться от фактического расположения системы под землёй после выполнения всех необходимых монтажных работ.

## Сельскохозяйственный полив
Системы сельскохозяйственного полива — это преимущественно капельное орошение.
Системы капельного орошения состоят из:
- насосной станции(помпы)
- гравийного фильтра
- инжектора удобрений
- дискового фильтра
- напорной магистрали
- подающей магистрали (лэйфлет)
- капельной трубки
- соединительные и стартовые фитинги

При использовании капельного орошения производится подача воды или удобрительного раствора непосредственно под основание растения, что позволяет существенно экономить воду, удобрения, позволяет сократить время полива, препятствует росту сорняков, обеспечивает постоянный удобный доступ к растениям, отпадает необходимость в устройстве канав и арыков для полива, повышает урожайность и скорость вызревания. Капельное орошение используется как на открытом грунте, так и в теплицах, парниках.